# ستيفن كوبر
ستيفن كوبر (بالإنجليزية: Stephen Cooper)‏ هو لاعب كرة قدم أمريكية أمريكي، ولد في 19 يونيو 1979 في Wareham, Massachusetts ‏ في الولايات المتحدة.

## وصلات خارجية
- ستيفن كوبر على موقع مرجع كرة القدم المحترفة.كوم (الإنجليزية)